# Kotzabaside

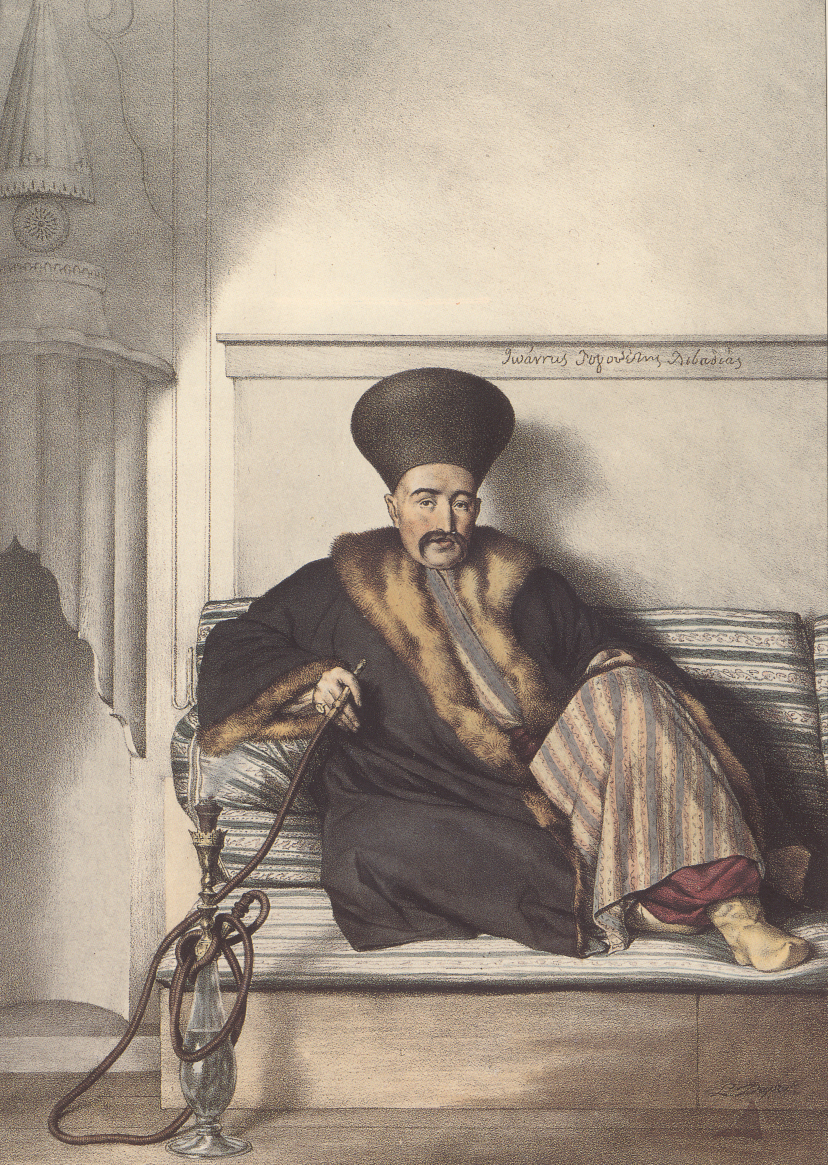
Ioannis Logothetis als Kotzabaside von Livadia – Louis Dupré (1825). Auf dem Kopf trägt er einen Işlic, der als Statussymbol der Kotzabasiden galt und ab 1840 allmählich aus der Mode kam.

Ein Kotzabaside (griechisch: κοτζάμπασης, transkribiert: kotzabasis (Plural: κοτζάμπασηδες, transkribiert: kotzabasides); aus dem Türkischen: kocabaṣı, wörtlich „Amtsinhaber“, von türkisch: koca, „groß“ und türkisch: baş, „Kopf“) war ein griechischer Dorfvorsteher und damit eine ländliche Variante eines Patrons bzw. lokalen Machtinhabers.
Zum Teil wurden die Kotzabasiden auch als Demogeronten, Archonten, Ethnarchen, Eparchen, Ephoren bezeichnet. In Griechenland waren sie vor allem als Proestoi (Sing.: Proestos) oder Prokritoi (Sing.: Prokritos) bekannt. In englischsprachigen Texten werden die Kotzabasiden oft als primates („Primaten“) bezeichnet.
Die Kotzabasiden herrschten vor allem in Form einer Oligarchie und Plutokratie innerhalb des Osmanischen Reiches.

## Machtstruktur

### Allgemein
Die Osmanen regierten ihre Untertanen durch das Millet-System, das auf religiösem Bekenntnis und nicht auf ethnischer Herkunft beruhte. Die orthodoxe Millet, die nach der muslimischen Millet die zweitgrößte war, wurde als Millet-i Rum oder die griechische Millet bezeichnet. Diese Bezeichnung war jedoch nicht ganz zutreffend, da sie nicht nur Griechen, sondern auch alle orthodoxen Christen des Reiches umfasste, einschließlich Bulgaren, Rumänen, Serben, Walachen, Albanern und Arabern.

### In Griechenland
Das Osmanische Reich begann ab dem 18. Jahrhundert allmählich auf dem Balkan zu zerfallen, was den Aufstieg kleiner, aber einflussreicher griechischer Gruppen begünstigte und es deren Anhängern ermöglichte, hohe Machtpositionen zu erreichen. Zu diesen Gruppen zählten vor allem die Phanarioten, die meist in Konstantinopel residierten. Weiterhin spielten die Kotzabasiden eine bedeutende Rolle – lokale Honoratioren, die als Vermittler zwischen dem osmanischen Staat und der griechischen Landbevölkerung dienten.

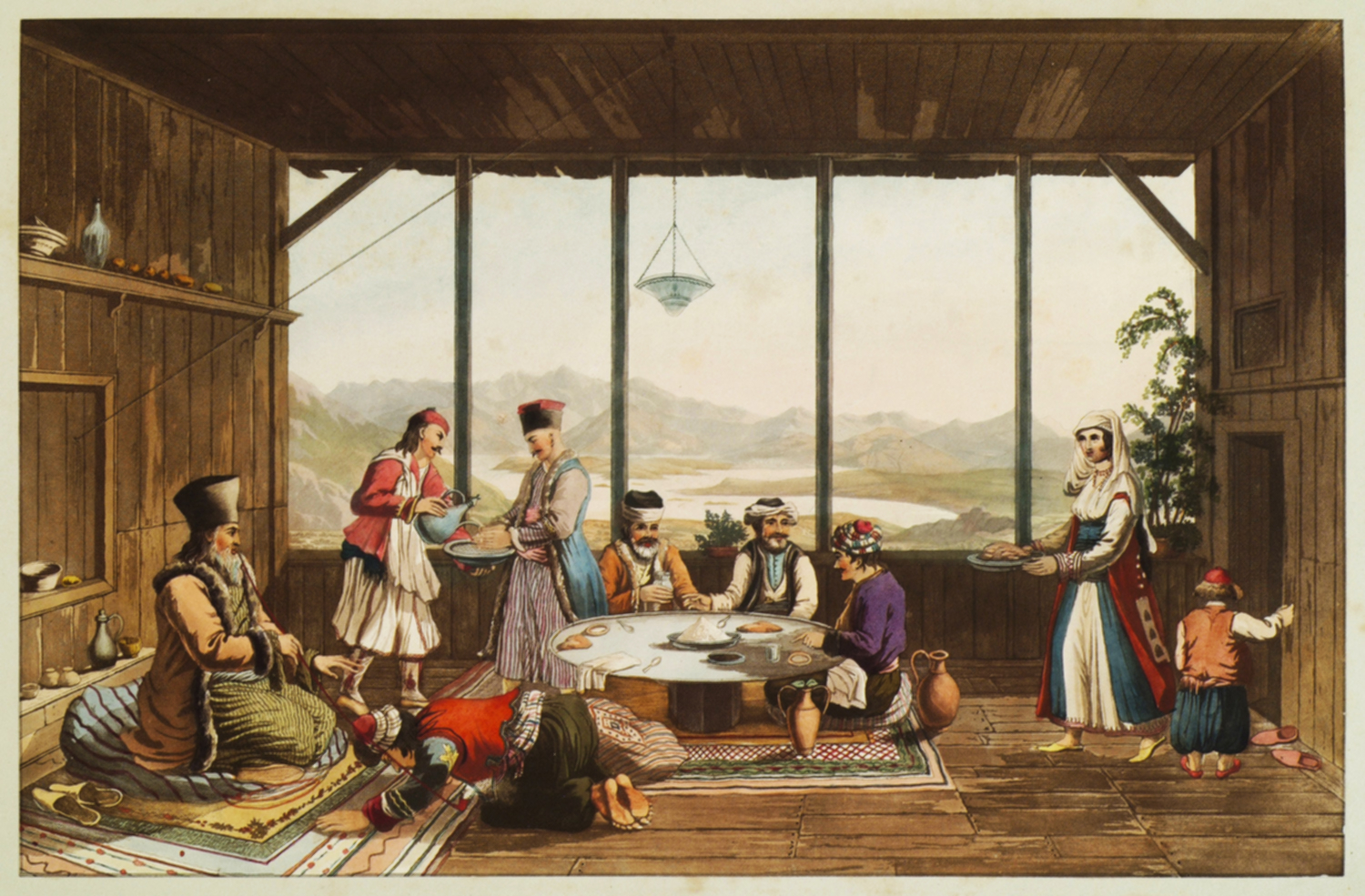
Kotzabasiden beim Essen im Haus des Bischofs von Salona (heutiges Amphissa), Gemälde von Edward Dodwell (1819).

Ursprünglich entstand das System der Kotzabasiden als Abwehrmechanismus gegen die Willkür und Härte des osmanischen Regierungssystems. Es diente dazu, den Bedarf an Mäzenen und Beschützern zu decken, die zwischen der griechischen Landbevölkerung und den osmanischen Behörden vermittelten und somit die Willkür des Justizsystems abmilderten. Streitigkeiten zwischen einem Einwohner und dem Kotzabasiden wurden dabei nie direkt vor osmanischen Behörden ausgetragen, es sei denn, eine Einigung im Diskurs erschien unmöglich.
In christlichen Dörfern wurden oft die Kotzabasiden als lokale Führer eingesetzt, während in muslimischen Dörfern der Titel Mukhtar verwendet wurde. In gemischten Dörfern existierten beide Positionen nebeneinander, um die jeweiligen Gemeinschaften zu vertreten.
Die Kotzabasiden waren als lokale Anführer in osmanischen Gebieten, insbesondere auf dem Peloponnes und in Mittelgriechenland, tätig. Sie waren für das Einsammeln von Steuern zuständig und gehörten zur osmanischen Verwaltung. Unterstützung erhielten sie durch private bewaffnete Gruppen und standen sowohl mit der osmanischen Verwaltung als auch mit dem Ökumenischen Patriarchat von Konstantinopel in Verbindung. Die meisten Kotzabasiden entwickelten dynastische Strukturen, während andere, insbesondere auf den Inseln, gewählt wurden. Sie wurden entweder von der osmanischen Regierung oder vom griechischen Ältestenrat, der ersten Instanz der griechischen Selbstverwaltung, eingesetzt.
Vor allem auf dem griechischen Festland verfügten die Kotzabasiden über erhebliche lokale Macht. Obwohl die Türken den größten Teil des Landes besaßen (auf dem Peloponnes etwa zwei Drittel des Landes), stand ein erheblicher Teil des ländlichen Raums unter der Herrschaft der Kotzabasiden. In diesen Gebieten genossen die Kotzabasiden, beträchtliche Autonomie. Sie trafen sich regelmäßig in regionalen Versammlungen, die sich mit Steuerfragen und anderen administrativen Angelegenheiten befassten. Eine dieser regelmäßigen Versammlungen war das Zusammentreffen des Diwans von Morea, einem Provinzrat des Peloponnes, der den Pascha beriet. Dieser Rat bestand aus zwei halbjährlich gewählten Kotzabasiden, die informell als Mora Ayan (μοραγιάνης) bezeichnet wurden und somit zu den prominentesten Kotzabasiden der Halbinsel zählten, sowie aus zwei weiteren Kotzabasiden und einem Dragoman (Dolmetscher). Bei dringenden Angelegenheiten wurden zusätzliche lokale Kotzabasiden hinzugezogen und der Rat erweitert.
Die Einwohner des Dorfes, in dem der Kotzabaside herrschte, waren in ihrer freien Meinungsäußerung aufgrund der finanziellen Abhängigkeit des Dorfes eingeschränkt. Dies führte unter anderem dazu, dass sich in Bezug auf Bildung und Zugang zu Bildung – die im besetzten Griechenland kaum möglich waren – nichts änderte.
Nach der Orlov-Revolte war man besonders darauf bedacht, die Kotzabasiden zu disziplinieren. Unter anderem empfahl man, ihre Amtszeiten als Kotzabasiden auf ein Jahr zu begrenzen, mit einer fünfjährigen Unterbrechung zwischen den einzelnen Amtsperioden – eine Reform, die verhindern sollte, dass sie große Ländereien anhäuften und politische Verbindungen aufbauten.
Nach Richard Clogg, der sich auf William Gell bezog, gab es unter den Griechen die Redewendung, dass sie am meisten unter den drei Flüchen der ‚Priester, Kotzabasiden und Türken‘ litten. Die Priester werden hier wahrscheinlich deshalb erwähnt, weil sie einen nennenswerten Einfluss auf die Kotzabasiden gehabt haben sollen.

### Auf dem restlichen Balkan
Die Kotzabasiden existierten auch in Serbien und Bosnien, wo sie als Starešina (‚Ältester‘ oder ‚Häuptling‘) bekannt waren. Die Begriffe Chorbaji und Knes wurden ebenfalls für diese Art von lokalen Führern in Bulgarien bzw. Serbien verwendet. In Bulgarien wurde der Kotzabaside grundsätzlich von den Reâyâ gewählt.

### Auf Zypern
Es wird von einem Vorfall auf Zypern berichtet, bei dem Menschen aus Limassol und Larnaka nach Konstantinopel reisten, um die auf der Insel herrschenden Kotzabasiden und Phanarioten ersetzen zu lassen.

## Rolle in der Unabhängigkeit Griechenlands

### Im Vorfeld der Griechischen Revolution
1802, im Vorfeld der Revolution, erließ der Sultan den Befehl an alle Kotzabasiden, den bereits bekannten und später wohl bedeutendsten Partisanenführer Theodoros Kolokotronis hinzurichten – andernfalls hätten sie mit ihrer eigenen Hinrichtung rechnen müssen. Infolgedessen musste Kolokotronis 1806 den Peloponnes verlassen und auf die Ägäischen Inseln fliehen.
Im November 1820 ließ Hurschid Pascha von Tripolis alle hochrangigen griechischen Verwaltungsbeamten, insbesondere die Kotzabasiden, auf den Peloponnes nach Tripolis rufen, um eine vermutlich bevorstehende Revolution zu verhindern. Dazu sollten potenzielle Anführer als Geiseln genommen werden. Die Griechen durchkreuzten diesen Plan jedoch, indem sie Warnbriefe an die Kotzabasiden schickten und stattdessen eine andere Gruppe von potenziellen Geiseln entsandten. Diese Gruppe schaffte es, Hurschid davon zu überzeugen, dass die Griechen keinen Aufstand planten. Daraufhin zog sich Hurschid zufrieden vom Peloponnes in Richtung Epirus zurück, um stattdessen den abtrünnigen Ali Pascha in Ioannina zu bekämpfen. Diese Täuschung führte dazu, dass die Osmanen die Lage auf dem Peloponnes fälschlicherweise für stabil hielten, woraufhin einige Monate später die Revolution ausbrach.

### Während der Griechischen Revolution
Viele Revolutionäre der Griechischen Revolution (1821 bis 1832) betrachteten die christlichen Eliten der Kotzabasiden als Teil eines weiteren Apparats der Unterdrückung, den man hoffte, durch den Unabhängigkeitskrieg zu beseitigen.  Abwertend wurden die Kotzabasiden auch als „christliche Türken“ bezeichnet.

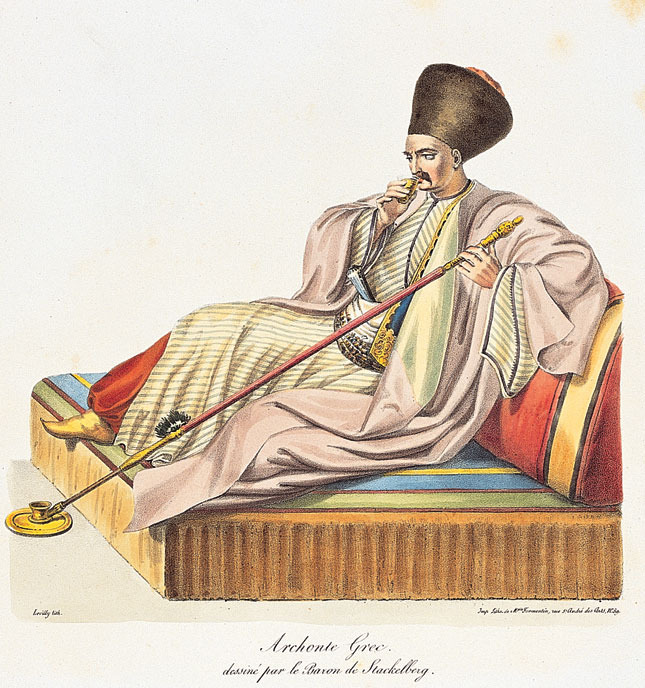
Griechischer Kotzabaside, hier als Archon bezeichnet – Otto Magnus von Stackelberg, 1828. In seiner linken Hand hält er einen Chibouk.

Die Kotzabasiden bzw. Proestoi standen häufig im Konflikt mit Klephten, bewaffneten Räubergruppen, die die Gebirgsregionen des Peloponnes und Mittelgriechenlands beherrschten. Diese Klephten widersetzten sich sowohl der osmanischen Herrschaft als auch den lokalen christlich-orthodoxen Notabeln. In bestimmten Regionen von Mittelgriechenland war der Einfluss der Kotzabasiden so groß, dass die Osmanen sie als Milizionäre (Armatolen) einsetzten, um das Gebiet vor den Klephten zu schützen. Ihre Loyalität war jedoch oft wechselhaft; je nach den politischen und militärischen Umständen nahmen sie sowohl die Seite des Osmanischen Reiches als auch die der Aufständischen ein.
Die Kotzabasiden zögerten in mehreren Regionen, wie dem Peloponnes, zunächst, sich der Griechischen Revolution anzuschließen. Als jedoch Klephten organisierte bewaffnete Angriffe gegen die Osmanen starteten, sahen sie sich gezwungen, sich ebenfalls im Kampf gegen die Osmanen anzuschließen. Im Laufe der Zeit wurden sie zu wichtigen Persönlichkeiten der Revolution und rekrutierten insbesondere zahlreiche Aufständische und nahmen mithin eine zentrale Führungs- und Versorgungsrolle ein.
Die anhaltende Opposition zu den Klephten-Kapetanen war einer der Hauptauslöser der Griechischen Bürgerkriege von 1823 bis 1825, die während der Revolution stattfanden und diese erheblich schwächten. Aus diesen Konflikten ging die wohlhabende Fraktion als Sieger hervor, die sich aus den Kotzabasiden des Peloponnes, den reichen Reedern von Hydra und den Phanarioten zusammensetzte. Sie konnten den wichtigen Klephten-Kapetan Theodoros Kolokotronis in Palamidi inhaftieren, wo er bis zur Landung Ibrahim Paschas auf dem Peloponnes festgehalten wurde.

## Bekannte Kotzabasiden

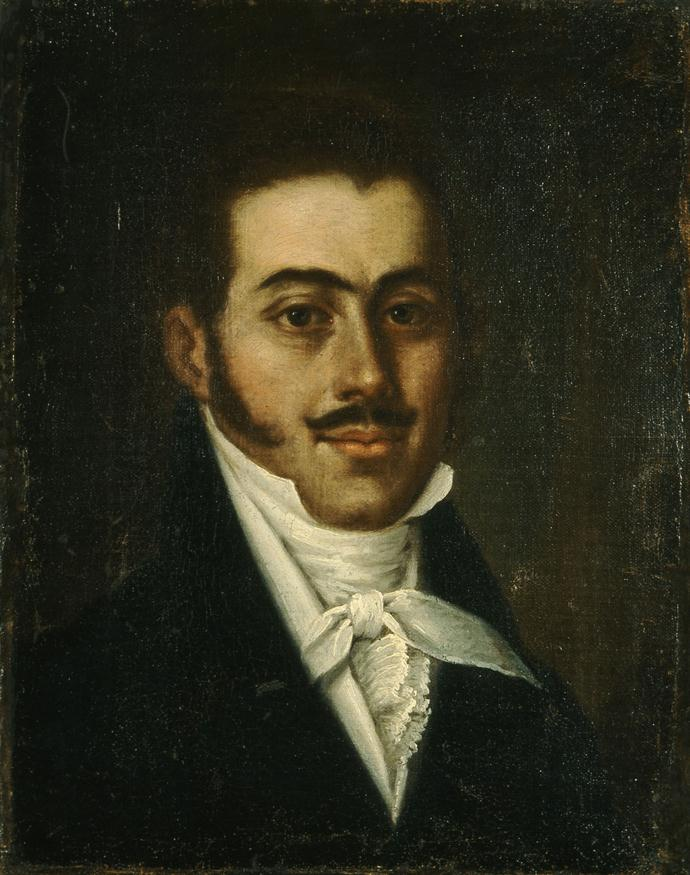
Panagiotis Benakis
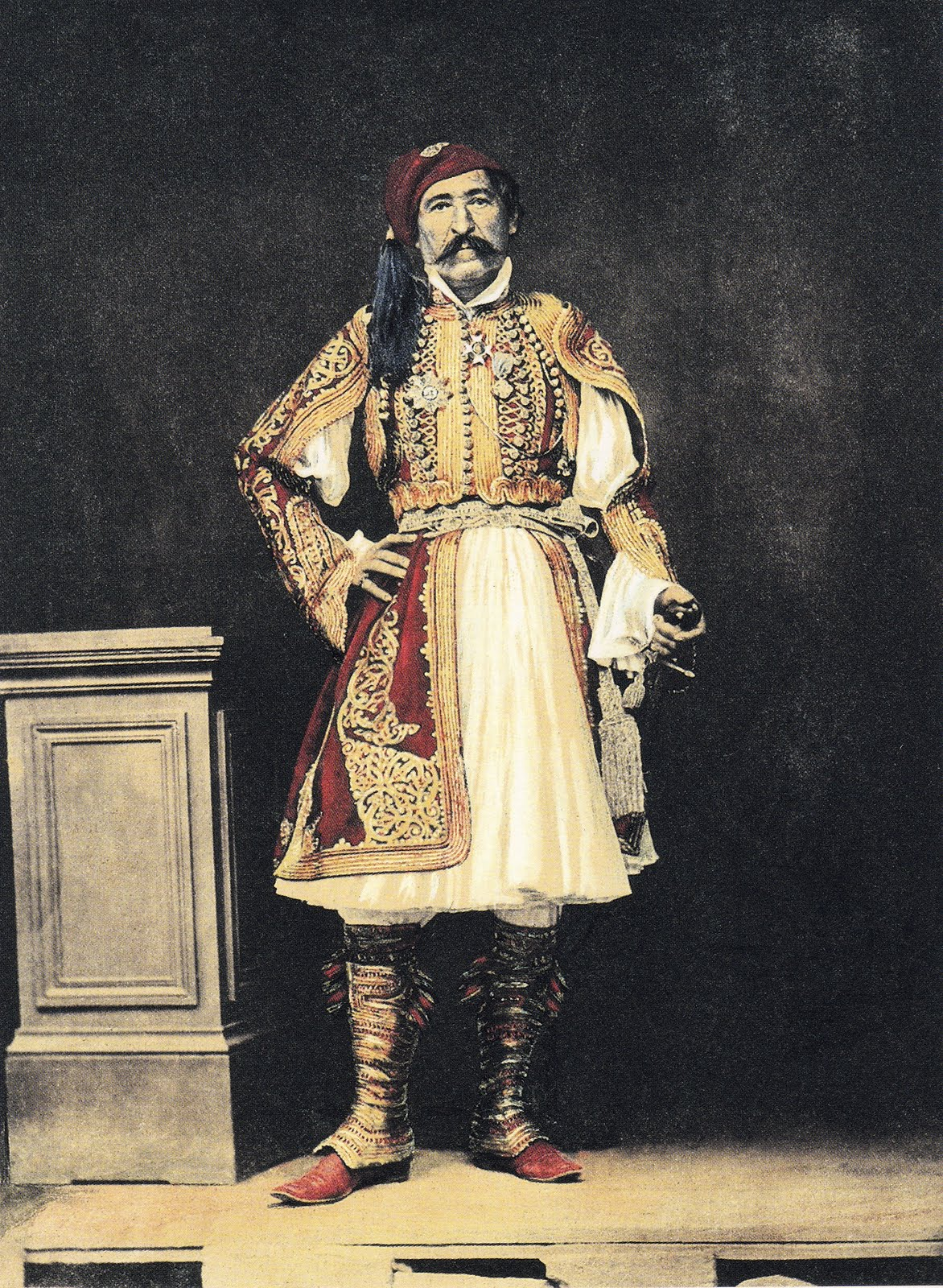
Christodoulos Chatzipetros
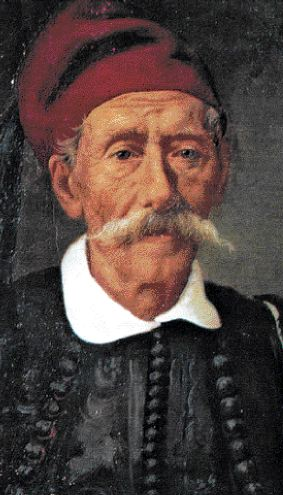
Kanellos Deligiannis
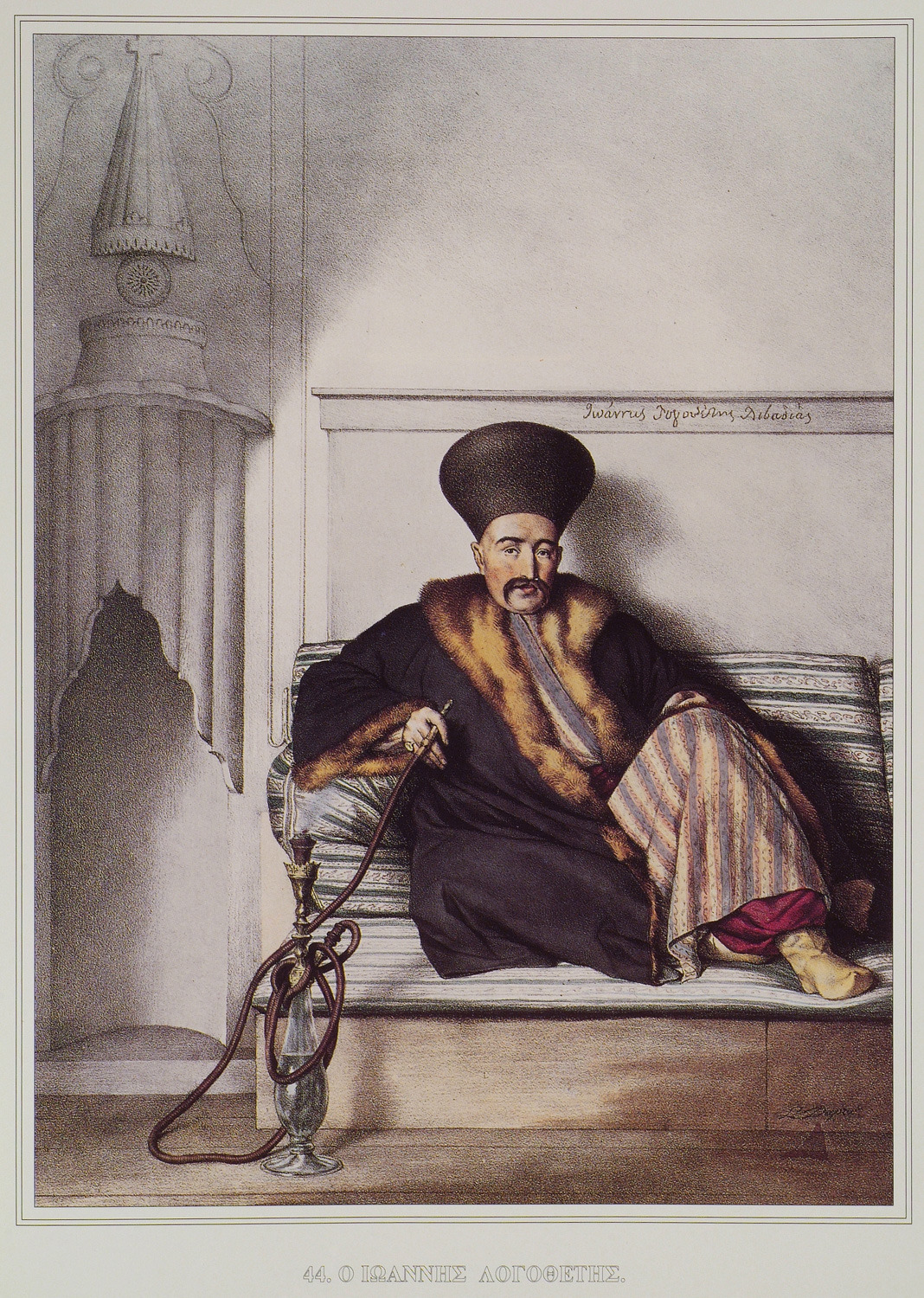
Ioannis Logothetis
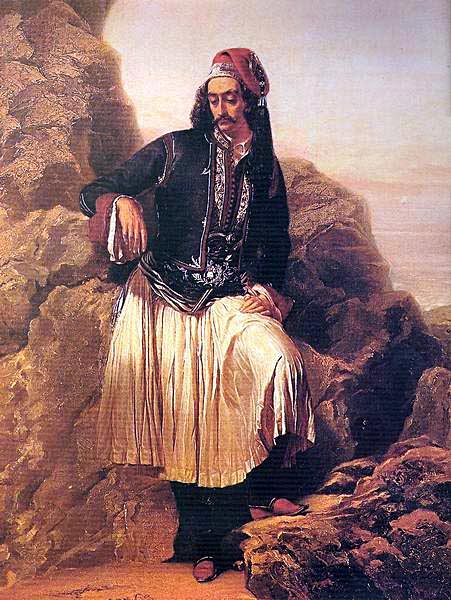
Andreas Londos
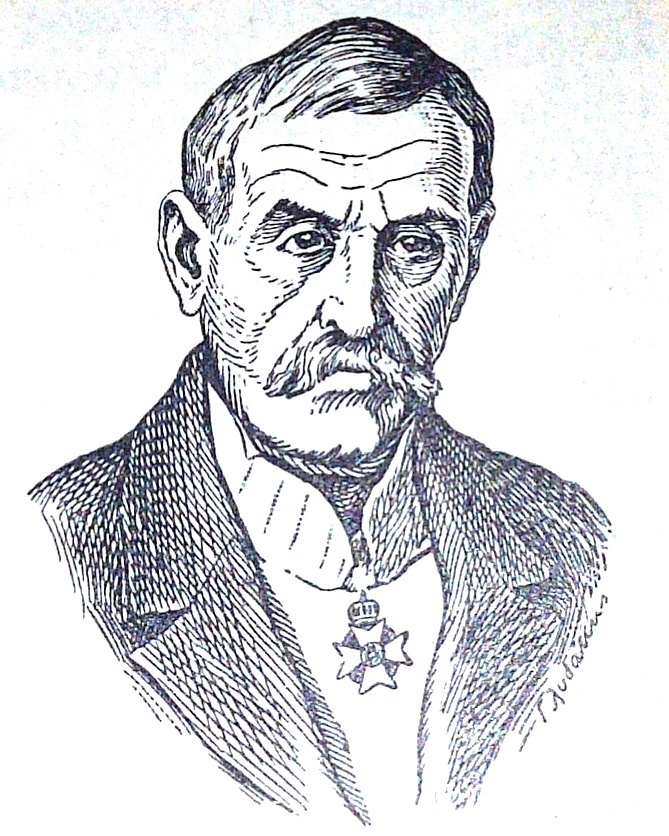
Chatzigiannis Mexis
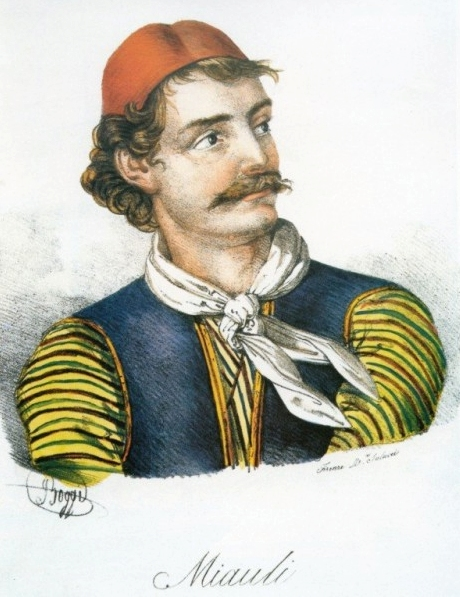
Andreas Miaoulis
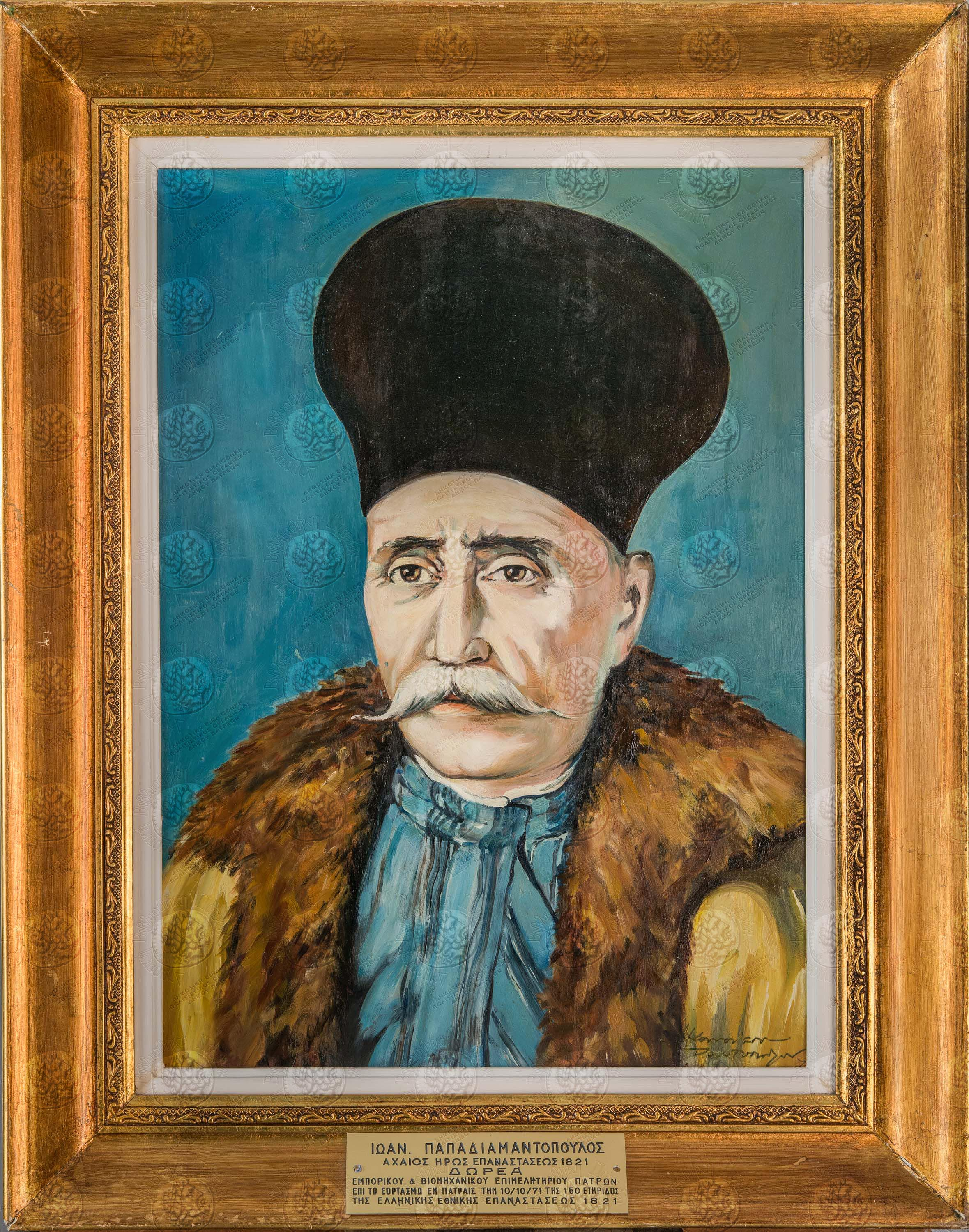
Ioannis Papadiamantopoulos
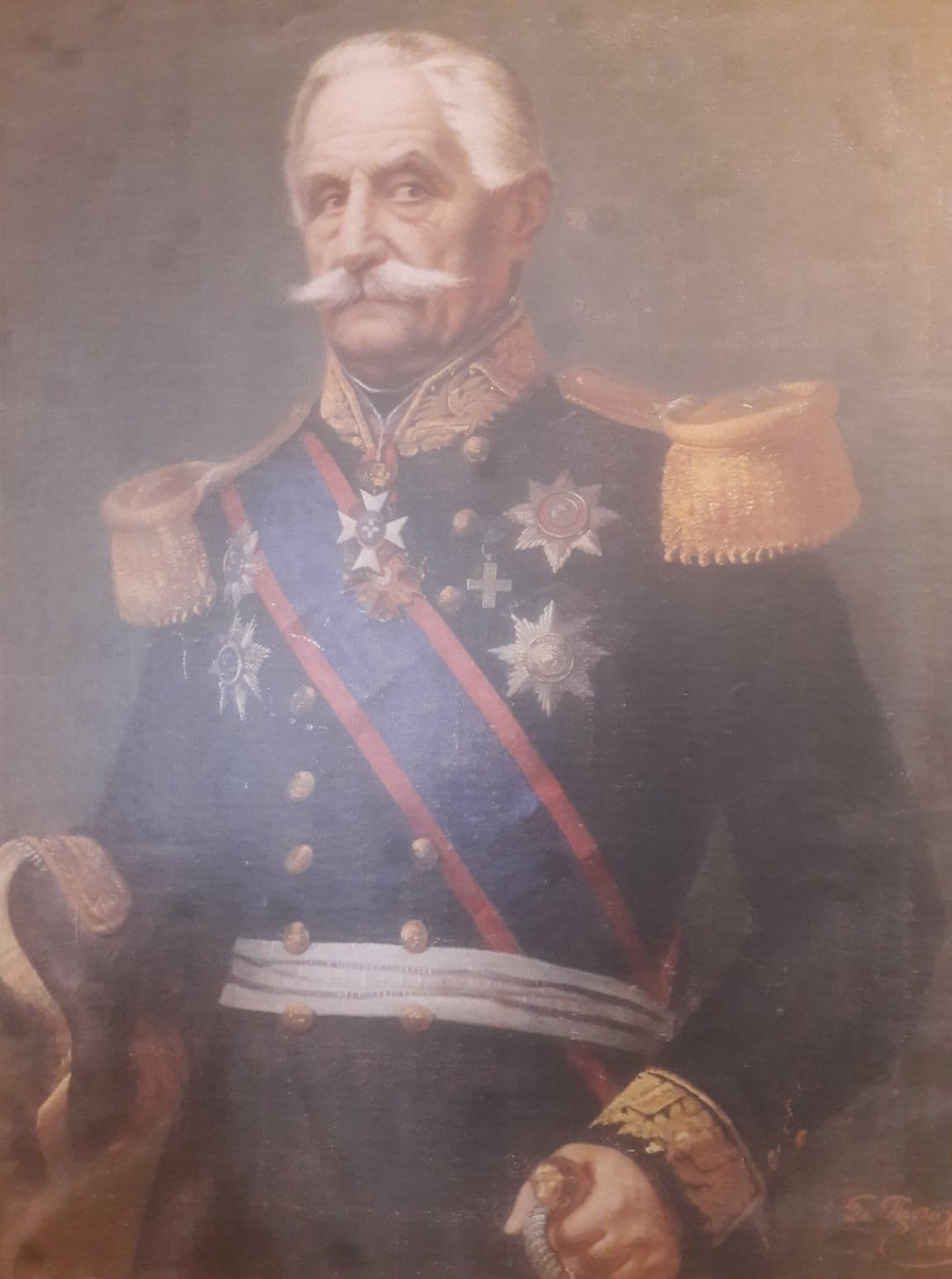
Georgios Sachinis

## Trivia
Aus dem Werk A Journey Through Albania, and Other Provinces of Turkey in Europe and Asia, to Constantinople, During the Years 1809 and 1810 von John Cam Hobhouse Broughton geht hervor, dass den griechischen Kotzabasiden möglicherweise Handelsbeziehungen mit Ländern außerhalb des Osmanischen Reiches verboten war. In einem beschriebenen Fall wurde ein Kotzabaside wegen Handels mit den Russen von einem Kapudan Pascha enthauptet. Der Bericht legt jedoch auch nahe, dass der Pascha dabei vor allem das Vermögen des Kotzabaside an sich bringen wollte.